# Lougou (Burkina Faso)
Lougou est une commune rurale située dans le département de Foutouri de la province de la Komondjari dans la région de l'Est au Burkina Faso.

## Géographie
Lougou se trouve à environ 15 km de la frontière nigérienne. 

## Économie
L'orpaillage, l'une des activités principales du village de Lougou – pratiqué depuis des décennies par les villageois –, est exploité par la société minière SOMIKA depuis 2011.

## Santé et éducation
Le centre de soins le plus proche de Lougou est le centre de santé et de promotion sociale (CSPS) de Tankoualou.